# New Zealand State Highway 83
Der New Zealand State Highway 83 (auch State Highway 83 oder in Kurzform SH 83) ist eine Fernstraße von nationalem Rang auf der Südinsel von Neuseeland.

## Strecke
Der SH 83 zweigt bei Omarama vom New Zealand State Highway 8 ab und verläuft bis zur Ostküste der Südinsel, wo er bei Pukeuri nördlich von Oamaru am New Zealand State Highway 1 endet. Er orientiert sich dabei in einer südöstlichen Richtung anfangs am Ahuriri River und den Lakes Benmore, Aviemore und Waitaki. Anschließend folgt er dem Südufer des Waitaki River, der letztlich alle drei Seen entwässert. Zwischen den erstgenannten Seen führt der Highway durch die Ortschaft Otematata. An der Mündung des Hakataramea River in den Waitaki River liegt die gleichnamige Ortschaft sowie Kurow, wo der New Zealand State Highway 82 abgeht, der von dort am Nordufer des Flusses entlang bis zum SH 1 führt.